# 알리 다에이
알리 다에이(페르시아어: علی دایی, Ali Daei, 1969년 3월 21일 ~ )는 이란의 축구 선수, 감독으로 현역 시절 포지션은 공격수이다. 그는 이란 축구 국가대표팀 선수로 뛰던 시절 국제 A매치에서 109골을 넣었으며, 이는 2021년 9월 1일에 크리스티아누 호날두에 의해 갱신될 때까지 A매치 최다 골 기록이다.
다에이는 2007년 6월, FIFA 축구 위원회의 일원이 되었으며, 이란 축구 국가대표팀의 감독을 맡았다가, 2009년 감독직을 경질당하였고  1996년 초반 안양 LG와 계약 성사 직전까지 갔으나 메디컬 테스트-입단 테스트에서 무릎 수술을 받은 지 얼마 안 된 상태가 문제가 되어 계약을 하지 못했으며 LG는 본인(다에이) 대신 자심(미드필더) 사디크(수비수)(부상 때문에 중도하차)를   간신히 영입했다.

## 경력
- 1996년 AFC 아시안컵 국가대표
- 1998년 FIFA 월드컵 국가대표
- 1998년 아시안 게임 국가대표
- 2000년 AFC 아시안컵 국가대표
- 2002년 아시안 게임 국가대표
- 2004년 AFC 아시안컵 국가대표
- 2006년 FIFA 월드컵 국가대표

## 수상
이란
- 1996년 AFC 아시안컵 3위
- 1998년 아시안 게임 금메달
- 2002년 아시안 게임 금메달
- 2004년 AFC 아시안컵 3위

개인
- 1996년 AFC 아시안컵 득점왕
- 1996년 아시아 올해의 축구 선수

## 같이 보기
- A매치 100경기 이상 출전한 축구 선수 명단